# Бабак Ольга В'ячеславівна
Бабак (Лисанець) Ольга Вячеславівна (9 січня 1986, Харків) — українська художниця. Член Національної спілки художників України (2010). Дочка художника В'ячеслава Бабака, онука художника Петра Бабака.

## Життєпис
Народилася в Харкові 9 січня 1986 року. 
У 2009 році Закінчила Харківську державну академію дизайну і мистецтв за спеціальністю «Реставрація творів мистецтва». 
У 2017 році отримала стипендію Міністра культури та національної спадщини Польщі «Gaude Polonia» (Академія мистецтв ім. Е. Гепперта у Вроцлаві, Польща, майстерня високого та глибокого друку). 
Авторка персональних виставок в Україні та Польщі. Учасниця колективних виставок, мистецьких резиденцій та фестивалів в Україні, Польщі, Німеччині, Австрії, Нідерландах, Болгарії, Туреччині, Китаї тощо.
Від початку повномасштабного вторгнення живе і продовжує творчу діяльність в місті Івано-Франківську.
У своїх проєктах досліджує тему ідентичності і глибинних зв’язків між людиною і місцем. Після повномасштабного вторгнення почала працювати з темою впливу травми, спричиненої війною, та проблемою адаптації до змін: особистих, суспільних, локальних, культурних, геополітичних тощо. Працює з графічними серіями, арт-буками та арт-об'єктами. В своїх проєктах використовує різні графічні техніки, зокрема техніки друку. 